# Francisco Martínez de la Rosa

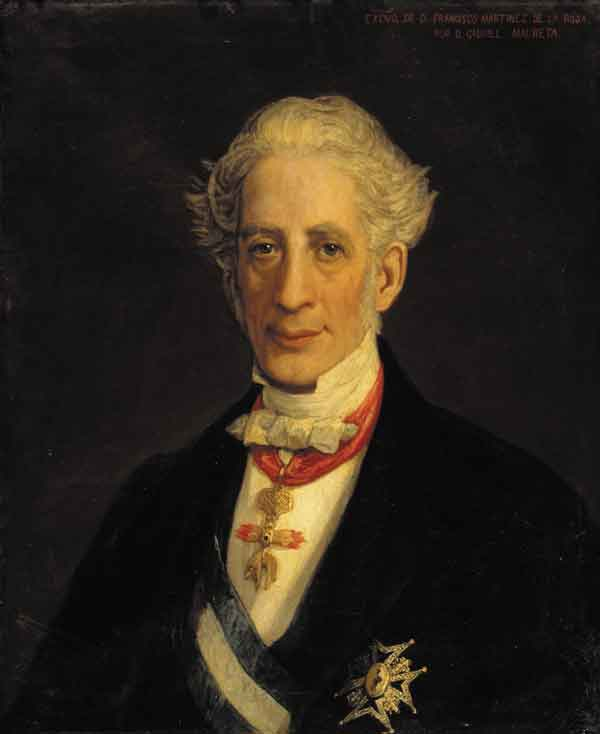
Francisco Martínez de la Rosa.

Francisco de Paula Martínez de la Rosa Berdejo Gómez y Arroyo (Granada, 10 maart 1787 – Madrid, 7 februari 1862) was een Spaans dichter, drama-auteur, politicus, diplomaat en eerste minister.

## Levensloop
Francisco Martínez de la Rosa stamde uit een gegoede familie en volgde onderwijs aan de school van José Garcipérez de Vargas. In het onderwijs bleek hij hoogbegaafd en op zijn twaalfde al begon hij te studeren aan de Universiteit van Granada, waar hij in 1804 met onderscheiding zijn studies burgerrechten afrondde. Vanaf zijn kindertijd schreef hij ook al gedichten.
Op zijn achttiende werd hij in Granada benoemd tot universiteitsprofessor in de moraalfilosofie. Tevens werd hij lid van de Cortes van Cádiz die in het jaar 1812 een liberale grondwet uitriep. Na het einde van de Spaanse Onafhankelijkheidsoorlog keerde in 1814 koning Ferdinand VII terug en begon er opnieuw een absolutistische regering. Martínez de la Rosa werd veroordeeld tot acht jaar ballingschap op het eiland La Gomera. In 1820, toen er een liberale staatsgreep gebeurde, keerde hij terug naar Madrid en werd in 1822 minister van Buitenlandse Zaken. In 1823 moest hij er echter opnieuw vluchten, ditmaal naar Frankrijk, en leefde daar zeven jaar als gematigd liberaal in ballingschap. Toen na de dood van Ferdinand VII alle deelnemers van de liberale staatsgreep amnestie kregen, was Martínez de la Rosa van januari 1834 tot juni 1835 de eerste premier van Spanje en combineerde dit met het ministerschap van Oorlog. In 1839 werd hij de voorzitter van de Real Academia Española.
Op 30 juni 1834 werd hij eveneens verkozen tot parlementslid van Spanje en bleef dit tot aan zijn dood. Nadat Baldomero Espartero in 1840 eerste minister en in 1841 regent werd, verbleef hij van 1840 tot 1843 opnieuw in Parijs en in de regering van Ramón María Narváez y Campos was hij van 1844 tot 1846 minister van Buitenlandse Zaken. Ook nam hij deel aan de opstelling van een liberale grondwet in 1845. Van 1848 tot 1849 was hij ambassadeur in Parijs en van 1857 tot 1858 was hij opnieuw minister van Buitenlandse Zaken. Wegens zijn gematigde politieke instellingen kreeg hij van zijn kritiekgevers de spotnaam "Rosita la pasterala" (Rosita de suikerbakkerin). In 1862 overleed Martínez de la Rosa in Madrid.

## Werk
Martínez de la Rosa was een auteur in de periode van de overgang van laatclassicisme naar romantiek en was ook gematigd in literaire zaken omdat hij zich bewust was van zijn leiderschap. Zo koos hij in zijn gedichten voor het eclectische en verkende hij in zijn historische stukken onbekende terreinen in de Spaanse geschiedenis.

### Drama
- La viuda de Padilla (1812, werd uitgevoerd in Cádiz)
- Lo que puede un empleo (1812, satirische komedie en uitgevoerd in Cádiz)
- Morayama (1815)
- La niña en casa y la madre en la máscara (in 1815 geschreven, in 1821 uitgevoerd)
- Los celos infundados o el marido en la chimenea (in 1824 geschreven, 1833 uitgevoerd)
- Edipo (in 1828 geschreven, in 1832 uitgevoerd)
- Aben Humeya (in 1830 in het Frans uitgevoerd, in 1836 in het Spaans)
- La conjuración de Venecia. Año de 1310 (vanaf 1830 geschreven, in 1834 uitgevoerd): historisch drama in 5 proza-akten.
- La boda y el duelo (1839)

### Historische romans
- Hernán Pérez del Pulgar, el de las hazañas. Madrid, 1834.
- Isabel de Solís, 1837.

### Lyriek
- Poesías. Madrid, 1833.

### Essays
- Espíritu del siglo. (1835, 1836, 1838)
- Bosquejo histórico de la política de España en tiempos de la dinastía austriaca. Madrid, 1856.
- La moralidad como norma de las acciones humanas. Madrid, 1856.

- Bibsys: 90523567
- Biblioteca Nacional de España: XX1005642
- Bibliothèque nationale de France: cb12172718j (data)
- Catàleg d'autoritats de noms i títols de Catalunya: 981058519940006706
- CiNii: DA05090099
- Gemeinsame Normdatei: 118893750
- International Standard Name Identifier: 0000 0001 1797 6243
- Library of Congress Control Number: n85342393
- Nationale Bibliotheek van Tsjechië: mzk2016914537
- Nationale Bibliotheek van Israël: 987007277899505171
- Nationale Bibliotheek van Polen: a0000003303941
- Nationale en Universitaire bibliotheek Zagreb: 000221328
- Nederlandse Thesaurus van Auteursnamen: 071011374
- Réseau des bibliothèques de Suisse occidentale: 02-A003567366
- SNAC: w6rb7k51
- Système universitaire de documentation: 030276292
- Virtual International Authority File: 14811738
- WorldCat: E39PCjt9qjWQVFg7Bc3RGdqh9C